# Visita di Nancy Pelosi a Taiwan

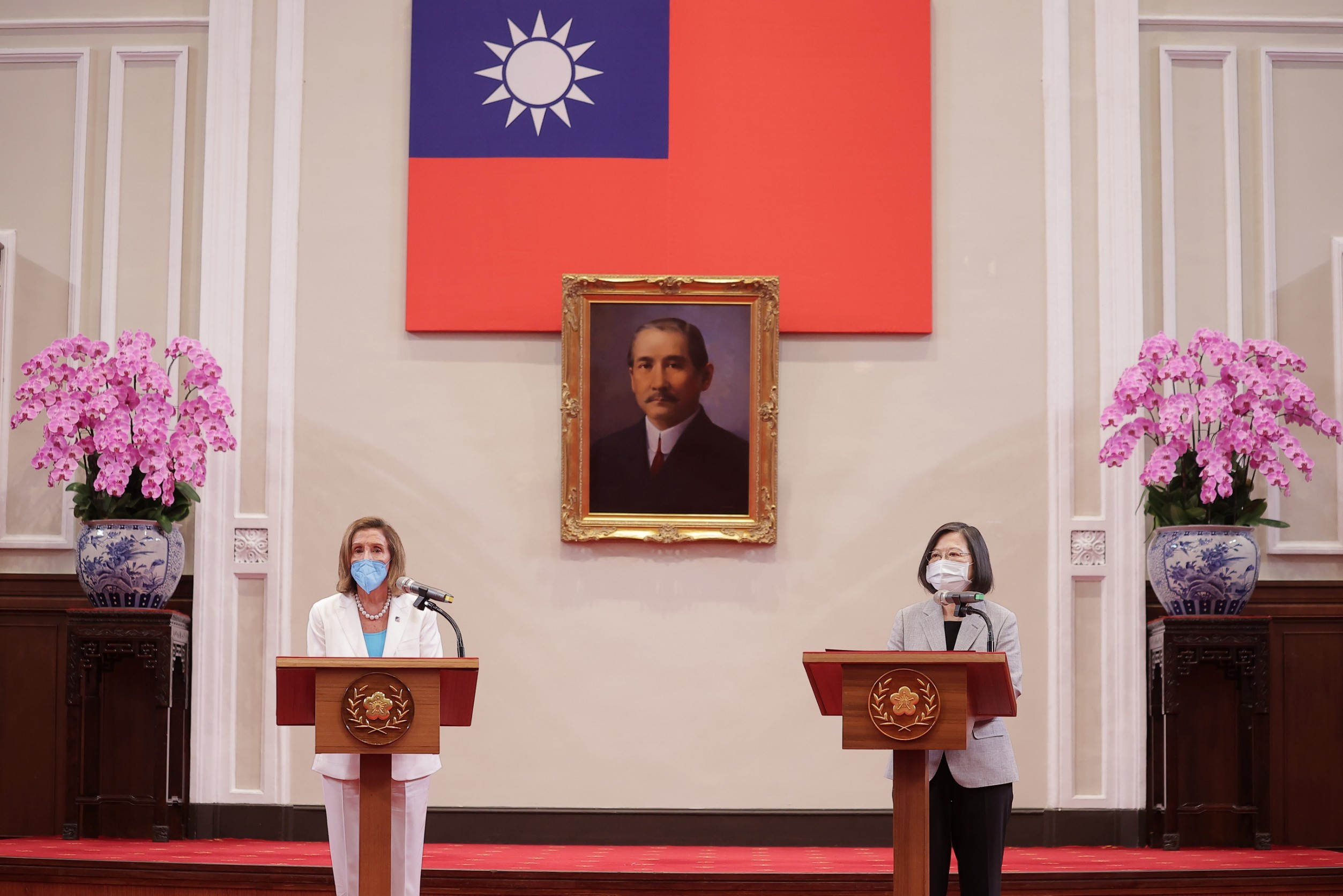
Nancy Pelosi e la presidente taiwanese Tsai Ing-wen tengono una conferenza stampa nell'ufficio presidenziale di Taiwan.

La speaker della Camera dei rappresentanti degli Stati Uniti, Nancy Pelosi, ha visitato Taiwan, ufficialmente conosciuta come Repubblica di Cina (RDC), il 2 agosto 2022. Una delegazione di cinque parlamentari del Partito Democratico ha accompagnato Pelosi in visita. Il viaggio di due giorni a Taiwan faceva parte di un tour dell'Asia che comprendeva anche fermate a Singapore, Malesia, Corea del Sud e Giappone.
Il presidente statunitense Joe Biden ha scoraggiato, ma non ha impedito a Pelosi di viaggiare a Taiwan, e la Casa Bianca ha poi affermato il suo diritto di visitare l'isola.
Poco dopo il suo arrivo, Pelosi ha detto che la sua visita era un segno del «fermo impegno degli Stati Uniti a sostenere la vibrante democrazia di Taiwan».
La visita è stata condannata dalla Repubblica Popolare Cinese (RPC), che ha inviato avvertimenti attraverso canali diplomatici al governo degli Stati Uniti. Dopo la partenza di Pelosi, la RPC ha iniziato esercitazioni militari attorno a Taiwan, svoltesi dal 4 al 7 agosto 2022. Ulteriori attività erano previste nel Mar Giallo e nel Mare di Bohai, rispettivamente fino al 15 agosto e all'8 settembre, ma si sono concluse in anticipo il 10 agosto.

## Contesto
Prima del suddetto incontro, l'ultima visita a Taiwan da parte di un portavoce degli Stati Uniti fu nell'aprile 1997, da parte del politico repubblicano Newt Gingrich. In qualità di Presidente della Camera dei Rappresentanti degli Stati Uniti, Pelosi è seconda in linea alla Presidenza degli Stati Uniti dopo la Vice Presidente, rendendola il più alto funzionario degli Stati Uniti a visitare Taiwan da allora.
Il tour di Pelosi in Asia era stato programmato per il 31 luglio 2022, con lo scopo di "riaffermare l'impegno incrollabile dell'America verso i nostri alleati e amici nella regione", con un itinerario inizialmente limitato a Singapore, Malesia, Corea del Sud e Giappone. La mattina del giorno della visita, il 2 agosto, non era ancora noto con certezza se la visita a Taiwan avrebbe avuto luogo.
In un articolo per il Washington Post, il 2 agosto, Pelosi ha scritto: "Facciamo questo viaggio in un momento in cui il mondo si trova ad affrontare una scelta tra autocrazia e democrazia. Mentre la Russia combatte la sua guerra premeditata e illegale contro l'Ucraina, uccidendo migliaia di innocenti  – anche bambini – è essenziale che l'America e i nostri alleati chiariscano che non ci consegneremo mai agli autocrati." Pelosi ha a lungo criticato il regime della Repubblica Popolare Cinese, ed è nota per la sua schiettezza sulle sue violazioni dei diritti umani, opponendosi anche alla scelta degli Stati Uniti di stringere legami economici con il governo della Repubblica Popolare Cinese, negli anni 2000. Inoltre aveva chiesto un boicottaggio diplomatico delle Olimpiadi invernali del 2022 a Pechino.
Pochi giorni prima, il 29 luglio, Taiwan aveva appena terminato la Han Kuang, la più grande esercitazione militare annuale del paese, che comprendeva l'intercettazione simulata di attacchi ostili dal mare e dall'aria.

## Visita
Dopo aver lasciato la Malesia, la delegazione di Pelosi è arrivata a Taipei, alle 22:43 (UTC+8), nella sera del 2 agosto, tramite un aereo da trasporto dell'Aeronautica statunitense ed è stata ricevuta dal Ministro degli Affari Esteri Joseph Wu e da Sandra Oudkirk, direttrice dell'Ufficio di Taipei dell'Istituto americano a Taiwan (AIT). All'arrivo di Pelosi, sia il Partito Progressista Democratico che l'opposizione del Kuomintang hanno approvato la visita e sul Taipei 101 è stato proiettato un messaggio di benvenuto.
La delegazione di Pelosi comprendeva i seguenti membri della Camera dei Rappresentanti degli Stati Uniti:
- Gregory Meeks (D-NY)
- Raja Krishnamoorthi (D-IL)
- Suzan DelBene (D-WA)
- Andy Kim (D-NJ)
- Mark Takano (D-CA)

La mattina del 3 agosto, Pelosi ha visitato lo Yuan legislativo con la sua delegazione. Mentre era lì, è stata ricevuta dal vicepresidente dello Yuan legislativo, Tsai Chi-chang, e si è rivolta alla legislatura in un breve discorso, affermando che Taiwan è "una delle società più libere del mondo". Ha inoltre espresso supporto per una maggiore cooperazione economica tra Stati Uniti e Taiwan tramite il CHIPS Act, e in settori relativi al cambiamento climatico, alla pandemia di COVID-19 e alla democrazia.
La sua visita è poi continuata al Palazzo degli Uffici Presidenziali, dove ha incontrato il Presidente Tsai Ing-wen, che le ha conferito l'Ordine delle Nuvole Propizie (con Gran Cordone Speciale). In seguito, si è tenuta una conferenza stampa privata, con la sola partecipazione della Central News Agency di Taiwan, Bloomberg News, e della testata giapponese Asahi Shimbun. Nel comunicato stampa, Pelosi ha dichiarato che la visita «non contraddice in alcun modo la politica di lunga data degli Stati Uniti, guidata dal Taiwan Relations Act del 1979, dai Tre Comunicati e dalle Sei Garanzie. Gli Stati Uniti continuano ad opporsi agli sforzi volti a modificare lo status quo».
Come ultima attività, verso le 14:40, la delegazione ha visitato il Museo nazionale dei diritti umani al Parco commemorativo del terrore bianco di Jing-Mei, che documenta il periodo del terrore bianco a Taiwan. Durante la visita, hanno incontrato Wuerkaixi, ex leader studentesco delle proteste di piazza Tiananmen, Lam Wing-Kee, un dissidente libraio di Hong Kong, Lee Ming-che, un attivista taiwanese imprigionato in Cina, e Kelsang Gyaltsen Bawa, il rappresentante dell'ufficio tibetano a Taiwan.
Pelosi ha poi lasciato l'isola di Taiwan per dirigersi verso la Corea del Sud, dopo le 18:00 della sera del 3 agosto.

## Reazioni

### Stati Uniti
Il presidente Joe Biden ha inizialmente messo in guardia Pelosi, il 20 luglio 2022, riguardo alla visita programmata, riferendo che i militari statunitensi avevano valutato che "non è una buona idea in questo momento". Tuttavia, il 1º agosto, il portavoce della Casa Bianca per la sicurezza nazionale John Kirby ha affermato che Pelosi aveva il diritto di visitare Taiwan, aggiungendo che gli Stati Uniti non sarebbero stati intimiditi dalla prevista escalation della Cina in risposta al potenziale viaggio.
Politici, funzionari e analisti americani hanno condannato la serie di misure di ritorsione che la Cina ha intrapreso contro Taiwan e gli Stati Uniti per la visita. Allo stesso modo, i senatori repubblicani hanno esibito un inusuale supporto per Pelosi. Il leader repubblicano del Senato Mitch McConnell, affiancato da altri 25 senatori repubblicani, ha espresso sostegno per il viaggio di Pelosi a Taiwan, definendolo "coerente con la politica di una sola Cina degli Stati Uniti".
La Casa Bianca ha annunciato, il 4 agosto, che il Pentagono ha ordinato alla portaerei USS Ronald Reagan di rimanere nella zona vicino a Taiwan "per monitorare la situazione" mentre la Cina lanciava missili nella regione. Inoltre, John Kirby ha ordinato il rinvio di un test pianificato di un ICBM Minuteman III per evitare crescenti tensioni. È stato anche convocato l'ambasciatore cinese negli Stati Uniti per protestare contro le azioni militari del governo cinese.

### Repubblica Popolare Cinese

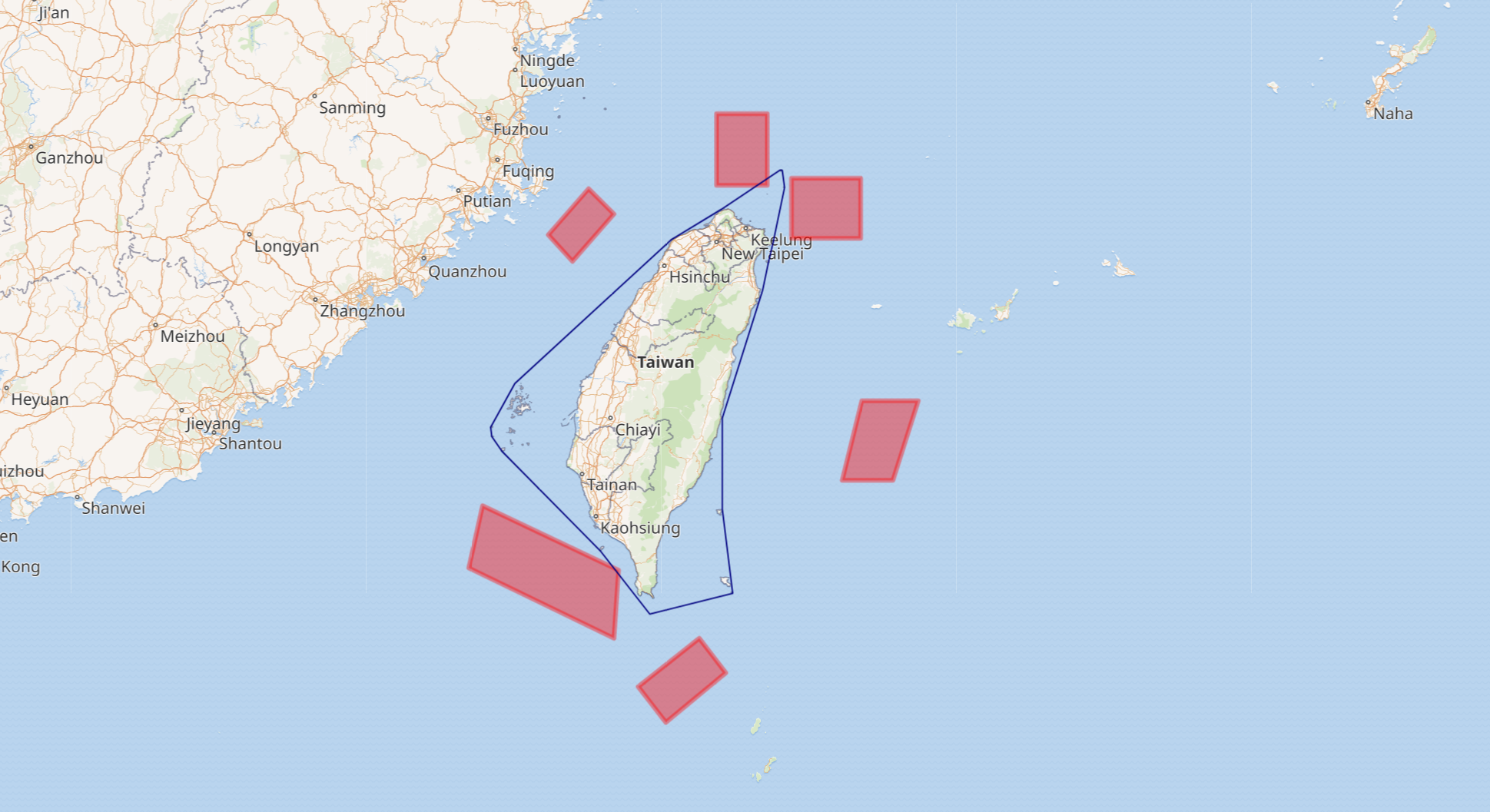
Le aree annunciate per esercitazioni militari e attività di addestramento dalla Repubblica Popolare Cinese dopo la visita di Pelosi

La Repubblica Popolare Cinese ha fortemente condannato la visita e ha definito la visita una "provocazione" da parte degli Stati Uniti che "viola gravemente la sovranità della Cina". In un incontro telefonico tra il presidente degli Stati Uniti Joe Biden e il leader della RPC Xi Jinping, avvenuta la settimana prima, quest'ultimo aveva avvertito gli Stati Uniti di rispettare il principio di una sola Cina, e che "coloro che giocano con il fuoco periranno".
Il 2 agosto, l'ambasciatore della RPC presso l'ONU, Zhang Jun, ha dichiarato che una tale visita è provocatoria e minerà le relazioni Cina-USA. L'ambasciatore degli Stati Uniti a Pechino, Nicholas Burns, è stato convocato dal Ministero degli Esteri cinese per protestare contro la visita di Pelosi. Il 7 agosto, il Consigliere di Stato e Ministro degli Esteri Wang Yi ha ulteriormente accusato gli Stati Uniti di interferire negli affari interni della Cina, condonando o tollerando le forze indipendentiste taiwanesi, e deliberatamente minando la pace attraverso lo Stretto di Taiwan.
In risposta all'arrivo di Pelosi a Taipei, nella notte del 2 agosto, il Distretto militare del comando orientale ha iniziato esercitazioni congiunte navali e aeree in aree a nord, sud-ovest e sud-est di Taiwan. Le esercitazioni hanno causato disagi all'aviazione civile e alla navigazione commerciale nella regione.
Il New York Times ha riferito che molti netizen in Cina erano sconvolti dal fatto che i funzionari del governo avevano fatto gravi minacce militari. Infatti, il nazionalista cinese Hu Xijin ha pubblicato un tweet in cui ha invitato l'Aeronautica Militare cinese ad abbattere l'aereo che trasportava Pelosi, mentre l'ambasciatore cinese in Francia, Lu Shaye, parlando su un programma televisivo francese, ha chiesto la rieducazione della popolazione taiwanese nell'ipotetico evento di una riunificazione. In risposta alle critiche, il portavoce del Ministero degli Esteri Hua Chunying in seguito ha chiesto ai cittadini di essere "patrioti razionali" e di fidarsi del governo.
Ulteriori attività, annunciate il 7 agosto, erano previste nel Mar Giallo e nel Mare di Bohai, rispettivamente fino al 15 agosto e all'8 settembre. La Cina ha poi annunciato la fine anticipata delle esercitazioni il 10 agosto 2022, ma ha anche dichiarato che avrebbe pattugliato regolarmente lo stretto di Taiwan.

### Hong Kong
Nonostante la legge fondamentale di Hong Kong stabilisca che il governo cinese è responsabile degli affari esteri, molti funzionari governativi e organizzazioni di Hong Kong hanno rilasciato dichiarazioni pubbliche contro la visita di Pelosi. I funzionari del governo che hanno criticato la visita includevano il capo dell'esecutivo John Lee, il capo segretario Eric Chan, il segretario finanziario Paul Chan e il segretario alla giustizia Paul Lam. Inoltre, tutti i partiti Pro-Pechino si sono schierati con la Cina.

### Internazionali
Diversi governi internazionali hanno reagito alla visita e alle esercitazioni militari della Cina:
- ASEAN – In una riunione di 27 paesi tra cui gli Stati Uniti, l'ASEAN ha avvertito che le tensioni avrebbero potuto portare a "conflitti aperti e conseguenze imprevedibili", e ha chiesto la massima moderazione.[66][67]
- Unione Europea – Il 4 agosto, il rappresentante dell'UE per la politica estera ha rilasciato una dichiarazione congiunta del G7, disapprovando la reazione della Cina alla visita di Pelosi.[68] Il 15 settembre, il Parlamento europeo ha adottato una risoluzione che condanna le esercitazioni militari cinesi nello stretto di Taiwan.[69]
- G7 – Il gruppo ha rilasciato una dichiarazione congiunta che descrive le esercitazioni della Cina come inutili, escalatorie e minacciose. Ha inoltre affermato che la reazione della Cina ha rischiato di destabilizzare la regione ed è stata sproporzionata. Infine ha aggiunto che "non vi è alcun cambiamento nelle rispettive politiche di una sola Cina, ove applicabili, e le posizioni di base su Taiwan dei membri del G7."[68]

## Opinione pubblica
Intervistati dal New York Times, gli abitanti del quartiere di Chinatown a San Francisco hanno espresso "rabbia e apprensione" per la visita, temendo che essa potesse esacerbare xenofobia e razzismo verso i cinesi-americani. Al contrario, la comunità taiwanese nella Bay Area ha sostenuto la visita.
Il potenziale di una visita ha inizialmente ricevuto poca attenzione dai media nazionali di Taiwan, che hanno dato la priorità ad altre notizie, tra cui un'ondata di caldo e le elezioni locali. L'attenzione su Taiwan è aumentata dopo la conferma della visita, circa 48 ore prima del viaggio.
L'aereo che trasportava la delegazione, soprannominato "SPAR19", era l'aereo più tracciato su FlightRadar24, durante il suo volo per Taiwan. Bloomberg ha riportato che circa 300.000 utenti del sito avevano seguito il tragitto del volo, un numero che FlightRadar24 ha visto crescere fino a 708.000, quando l'aereo si è avvicinato a Taipei ed è atterrato. Un totale di 2,92 milioni di persone hanno utilizzato il sito per osservare il volo. L'aereo ha preso una deviazione per evitare di sorvolare lo spazio aereo sopra il contestato Mar Cinese Meridionale, che è rivendicato dalla Cina.
La maggior parte dei taiwanesi ha accolto la visita di Pelosi come un gesto di sostegno da parte degli Stati Uniti di fronte alle minacce persistenti dalla Cina. Durante la visita, l'edificio più alto di Taiwan, il Taipei 101, ha mostrato i messaggi "Benvenuta a Taiwan, Speaker Pelosi" e "Grazie, amica della democrazia", in mandarino e in inglese. Un piccolo gruppo di sostenitori, compresi i rappresentanti del Partito Progressista Democratico, hanno accolto Pelosi al suo arrivo. Tuttavia, ci sono state alcune voci dissenzienti all'interno del paese, tra cui alcuni taiwanesi a favore dell'unificazione con la Cina. In un sondaggio di 7.500 lettori della Coalizione pan-azzurra svolto da United Daily News, il 61% pensava che la visita fosse "non benvenuta" in quanto "potrebbe destabilizzare lo stretto di Taiwan".
Il fondatore della società di semiconduttori United Microelectronics Corporation, con sede a Taiwan, Robert Tsao ha stanziato 100 milioni di dollari per il Ministero della Difesa Nazionale di Taiwan, nell'interesse della "salvaguardia della libertà, della democrazia e dei diritti umani." Questa promessa è stata fatta come risposta all'aggressione militare cinese dopo la visita a Taiwan.

## Conseguenze
A metà agosto 2022, gli Stati Uniti hanno annunciato negoziati commerciali formali con Taiwan. I negoziati sono stati avviati a inizio autunno e comprenderanno colloqui sul commercio digitale, la facilitazione del commercio e standard anticorruzione.
Dopo la visita di Pelosi, la Cina ha iniziato ad espandere la propria presenza militare nella zona, usando la visita come giustificazione per stabilire un nuovo status quo nello stretto di Taiwan. Il ministro degli Esteri taiwanese, Joseph Wu, ha denunciato le esercitazioni militari cinesi come una "grave provocazione", mentre il portavoce del ministero degli Esteri cinese, Wang Wenbin, ha descritto la risposta militare cinese alla visita di Pelosi come "giustificata" per proteggere l'integrità territoriale.